# Castillo Burgundio de Courtrai
El Castillo Burgundio de Courtrai o Cortrique (Kortrijk) es un antiguo castillo que existió entre 1394 y 1684 en la ciudad belga de Kortrijk (Cortrique en español o Courtrai en francés). Fue construido por el duque Felipe el Atrevido (1342-1404) de Borgoña y estaba cerca del actual mercado de pescado (la lonja).
Ya hacia el año 880, los normandos habían construido un fuerte para pasar el invierno. Hacia el año 1000, Balduino IV de Flandes (980-1035) erigió un castillo a costa de los habitantes de la ciudad. Jacques de Chatillon (+1302), vasallo del rey de Francia, Felipe IV (1268-1314), construyó un nuevo castillo. Pero por un tratado de 1316 entre la regente de Francia y los diputados de Flandes se acordó su demolición y la prohibición de construir otro. Sin embargo, en 1337 los habitantes de Courtrai son autorizados para construir, una vez más, un nuevo castillo .

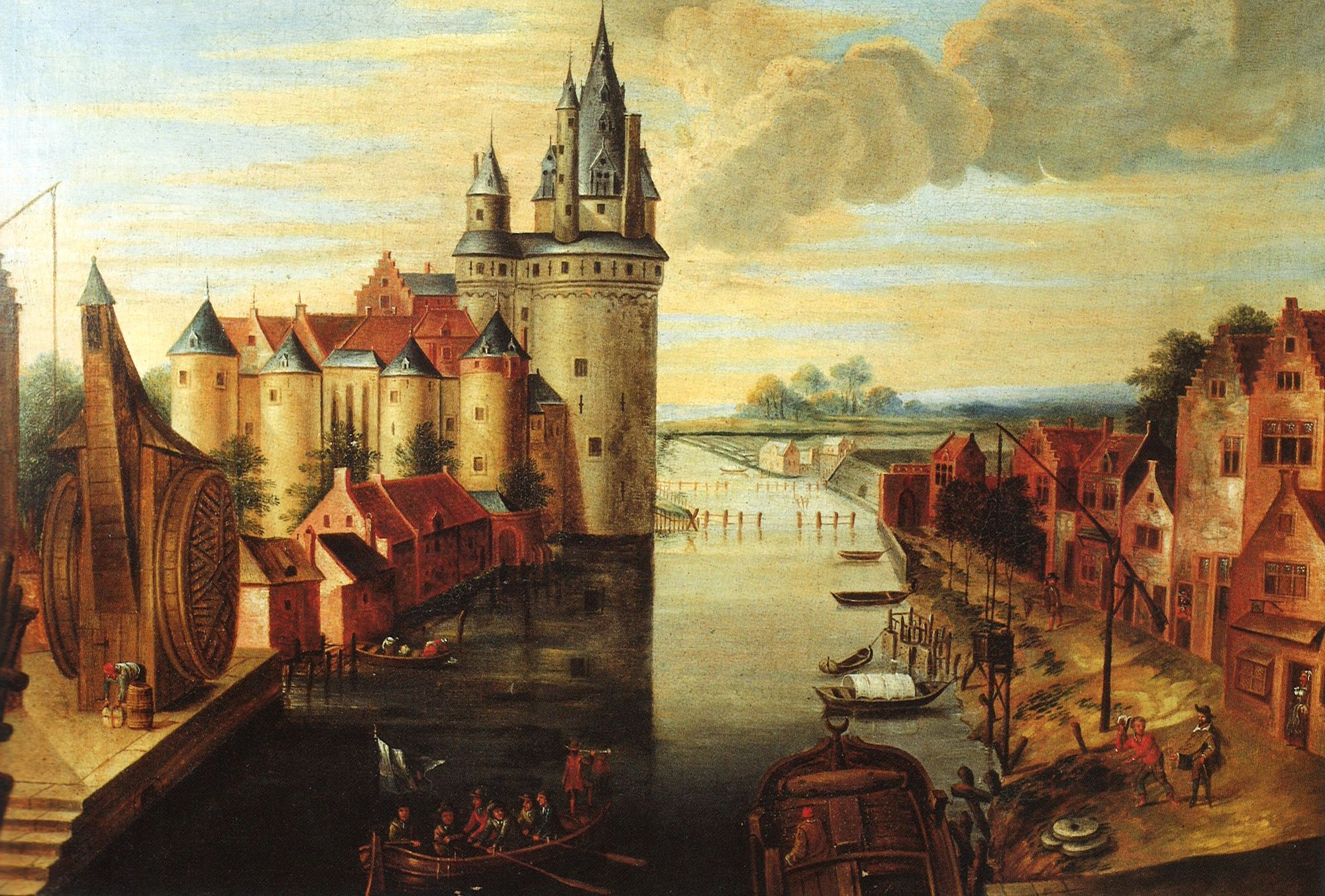
El castillo en el siglo XVII

En 1382 la ciudad fue atacada e incendiada por mercenarios bretones del ejército francés. El duque de Borgoña, Felipe el Atrevido (1342-1404), decidió construir una mejor fortificación que pudiera servir también para hacer frente a las rebeliones del pueblo flamenco. Estaba casado desde 1369 con Margarita van Male (1350-1405), única heredera del conde Luis. Al morir el conde en 1384, Margarita hereda el Condado de Flandes. En 1386 ordenó la construcción del nuevo castillo. Los trabajos se iniciaron en 1394 y, además de aprovecharse las piedras del antiguo castillo, se utilizó piedra caliza y arenisca de Tournai (Brabante) como en tantas construcciones de la región. En abril de 1398 estaban terminadas las torres principales y se había comenzado el foso que rodeaba el castillo. Las obras finalizaron el 27 de abril de 1402.
El castillo fue ampliado por Juan Sin Miedo (1371-1419) y por los franceses. Se mantuvo entero hasta la Guerra de las Reuniones, cuando, una vez más, Francia intenta anexionarse todo Flandes, y ocupa la ciudad. El 29 de noviembre de 1684, una explosión de pólvora arruina el castillo. Durante cerca de un siglo no se tocaron las ruinas. Cuando los franceses ocuparon nuevamente Courtrai en 1744, destruyeron las fortificaciones de la ciudad, salvo las Torres de Broel.